# 棘唇科
棘唇科（学名：Acanthocheilidae）是蛔蟲總科之下五個科之一。本科在2017年中之前被認為是海獸胃線蟲科的異名。

## 分類
本科現時包括三個屬，過往被歸到棘唇亞科（Acanthocheilinae）之下。這三個屬分別是：
- 棘唇屬 Acanthocheilus Molin, 1858
- Mawsonascaris Sprent, 1990
- Pseudanisakis Layman & Borovkova, 1926
[3]